# 민병삼
민병삼(閔丙三, 일본식 이름: 岩村德太郞이와무라 도쿠타로, 1903년 1월 14일 ~ 1947년 12월 20일)은 일제강점기의 조선귀족으로, 본관은 여흥, 본적은 서울특별시 종로구 재동이며 자작 민영규의 손자이다.
1910년 자작 민영규(민병삼의 아버지)의 장남 민봉식이 사망함에 따라 양자로 입적되었으며 1924년 1월 10일 그의 아버지였던 민영규가 받은 자작 작위를 승계받았다. 1924년 3월 1일 종5위에 서위되었고 1928년 11월 16일 일본 정부로부터 쇼와 대례 기념장을 받았다. 1937년 조선국방협회와 경남국방협회 발기인을 역임했으며 1940년 11월 10일 일본 정부로부터 기원 2600년 축전 기념장을 받았다.
민족문제연구소의 친일인명사전 수록자 명단의 수작/습작 부문, 친일반민족행위진상규명위원회가 발표한 친일반민족행위 705인 명단에 포함되었다.

## 참고자료
- 친일반민족행위진상규명위원회 (2009). 〈민병삼〉. 《친일반민족행위진상규명 보고서 Ⅳ-5》. 서울. 513~517쪽.